# Знаменка (Красноперекопский район)
Зна́менка (ранее Вороши́лово, укр. Знам'янка, крымскотат. Znamenka) — село в Красноперекопском районе Республики Крым, входит в состав Орловского сельского поселения (согласно административно-территориальному делению Украины — Орловского сельского совета Автономной Республики Крым).

## Население
| 2001 | 2014 |
| ---- | ---- |
| 46   | ↘3   |

## Современное состояние
На 2017 год в Знаменке числится 1 улица — Знаменская; на 2009 год, по данным сельсовета, село занимало площадь 274 гектара, на которой в 12 дворах проживало 33 человека.

## География
Знаменка расположена на юге района, на левом берегу реки Чатырлык, у границы с Первомайским районом, высота центра села над уровнем моря — 9 м. Ближайшие сёла: Шатры в 1 км на север и Мельничное Первомайского района в 1,5 км на юго-восток. Расстояние до райцентра — около 33 километров (по шоссе), ближайшая железнодорожная станция — Воинка (на линии Джанкой — Армянск) — примерно 12 километров. Транспортное сообщение осуществляется по региональной автодороге 35Н-273 Знаменка — Долинка — Воинка (по украинской классификации — С-0-10702).

## История
Впервые в доступных источниках селение встречается в Списке населённых пунктов Крымской АССР по Всесоюзной переписи 17 декабря 1926 года, согласно которосу на хуторе Знаменка Воинского сельсовета (в котором село состояло до образования Орловского) Джанкойского района, числилось 8 дворов, все крестьянские, население составляло 37 человек, из них 29 русских, 9 украинцев, 1 записан в графе «прочие».
Постановлением ВЦИК от 30 октября 1930 года был восстановлен Ишуньский район, в который включили село. Постановлением Центрального исполнительного комитета Крымской АССР от 26 января 1938 года Ишуньский район был ликвидирован и создан Красноперекопский район с центром в поселке Армянск (по другим данным 22 февраля 1937 года).
После освобождения Крыма от фашистов, 12 августа 1944 года было принято постановление № ГОКО-6372с «О переселении колхозников в районы Крыма», по которому из областей Украинской ССР в район переселялись семьи колхозников. С 25 июня 1946 года Знаменка в составе Крымской области РСФСР, а 26 апреля 1954 года Крымская область была передана из состава РСФСР в состав УССР. В 1971 году был образован Орловский сельсовет, куда вошла Знаменка. По данным Крымскотатарской энциклопедии, по переписи 1989 года в селе проживало 247 человек, что не согласуется с другими статистическими сведениями. С 12 февраля 1991 года село в восстановленной Крымской АССР, 26 февраля 1992 года переименованной в Автономную Республику Крым. С 21 марта 2014 года в составе Крыма аннексирована Россией.